# Медведково (село)
Медве́дково — ныне не существующее село (иногда упоминается как «деревня»), давшее начало одноимённой усадьбе, а затем и московским районам Северное Медведково и Южное Медведково.

## Название
Предполагается, что название села происходит от прозвища первого владельца этих земель Василия Федоровича Пожарского — Медведь.

## Расположение
Территория бывшей деревни Медведково (и одноимённой усадьбы, до наших дней не сохранившихся) начинается за 2-м Медведковским мостом, на Кольской улице.

## История
Первое упоминание села Медведково (изначально — Медведево) содержится в писцовой книге 1623 года. На тот момент оно было владением князя Дмитрия Михайловича Пожарского, внука Фёдора Ивановича Пожарского. Источник характеризует это село «как старинную отца его вотчину».
В августе 1612 года Дмитрий Михайлович Пожарский, выступивший с ополчением против поляков, сделал последнюю остановку перед битвой у села Медведково (по легенде, в том месте, где сейчас находится храм).
После освобождения Москвы Медведково стало его основной подмосковной резиденцией. В 1623 году в селе была построена деревянная шатровая церковь в честь Покрова Пресвятой Богородицы, для которой был отлит особый колокол в честь освобождения Москвы.
В 1634—1635 годах на месте деревянной была построена новая каменная церковь, уникальность которой состоит в том, что она является последней одношатровой в московском зодчестве. В 1652 году строительство шатровых храмов было запрещено патриархом Никоном как несоответствующих церковному чину.
В 1685 году умер последний представитель рода Пожарских Юрий Иванович, внук Дмитрия Михайловича. Имение конфисковалось в пользу государства и стало владением Василия Васильевича Голицына, фаворита царевны Софьи. Он уделял много внимния и ремени украшению церкви. При Голицыне был создан иконостас главного храма, отлиты новые колокола, передано церкви Медведковское напрестольное евангелие 1681 года, миниатюры в котором, по преданию, были созданы царевной Софьей.
В 1689 году, после свержения царевны Софьи и лишения Голицына боярства и всего имущества, Медведково было конфисковано. В 1691 году оно стало владением князя Федора Кирилловича Нарышкина, дяди Петра I. После его смерти в 1698 году имение было передано его родному брату, Льву Кирилловичу Нарышкину.
Предположительно, при Л. К. Нарышкине началось переустройство храма. Согласно отчёту 1969 года, именно в XVIII веке (скорее всего, в период с 1787 по 1795 гг.) произошло существенное изменение облика церкви: обходные галереи (гульбища) были превращены в крытые переходы; срублены все изразцы с шатра; растёсаны или прорублены заново оконные проёмы в шатре, восьмерике и четверике; круглые барабаны четырёх декоративных главок отесаны на 8 граней; переделаны все кровли; перестроена колокольня.
В 1809 году недостаток денег заставил владельца имения, Александра Львовича Нарышкина, продать его Карлу Яковлевичу Шмидту, который перепродал его в том же году за 146 тысяч рублей надворному советнику Александру Родионовичу Сунгурову и Николаю Михайловичу Гусятникову в общее владение. Медведково не было разорено в 1812 году, так как французские войска до него не дошли.
В 1842 году владелицей села Медведково стала Е. Я. Сунгурова (вдова А. Р. Сунгурова), а в 1851 году оно перешло к её внучке Н. В. Бланк. В 1881 году 475 десятин земли имения были проданы Т. К. Капыриной, а в 1886 году его унаследовал Н. М. Шурупенков.
В конце XIX века Медведково начало пользоваться популярностью среди московских дачников. В 1890—1891 годах здесь жил и работал, будучи студентом Московского училища живописи, художник Константин Коровин. Сельские виды вдохновили художника на создание картины «Ручей» (1890-е гг.), изображающей левый приток Яузы — Медведковский ручей. Известно, что в указанный период Коровина навещали Исаак Левитан и Михаил Врубель.
С 1870 по 1880-е годы в Медведково жил вместе с родителями будущий поэт Валерий Брюсов. Именно этому месту была посвящена его первая печатная работа, опубликованная в 1884 году в детском журнале «Задушевное слово», — «Письмо в редакцию (Описание Медведкова)».
В 1897 году Н. М. Шурупенков продал 9 десятин земли для строительства Савёловской железной дороги. В 1899 году в Медведкове появился кирпичный завод торгового дома «С.Канн и К».
В 20-е годы XX века в селе был создан колхоз, в 1924 году — пчеловодческое товарищество.
18 августа 1960 года село Медведково вошло в состав Москвы. В январе сельский совет Медведкова был упразднён. Это был последний сельский совет в границах МКАД.
Сохранилась церковь Покрова Пресвятой Богородицы (начало XVII века).